# Rosenborg (adelsätt)
Rosenborg är en svensk utslocknad adelsätt. Den härstammar från matematikern och astronomen Anders Spole (1630–1699), som var professor vid universiteten i Lund och Uppsala. Dennes söner Lars (1677–1722) och Anders Spole (1687–1754) adlades 1715  på egna militära förtjänster ned namnet Riddercreutz, vilket påföljande år ändrades till Rosenborg. Ätten introducerades 1719 på Riddarhuset på nummer 1488. 
Lars Rosenborg avled barnlös och slöt därmed själv sin ättegren. Broderns ättegren fortlevde i sex generationer. Den utslocknade på svärdssidan med ingenjören Agne Rosenborg (1879–?), som utvandrade till USA, arbetade vid General Electric i Pittsfield, Massachusetts och dog barnlös.

## Personer ur ätten
- August Rosenborg (1808–1873), urmakare och orgelbyggare
- Lars Rosenborg (1677–1722), fortifikationsofficer